# Dahut
Vous lisez un « article de qualité » labellisé en 2015.
Pour l'animal imaginaire, voir Dahu
Dahut ou Dahud, parfois confondue avec Ahès, est un personnage majeur de la légende de la ville d'Ys, l'un des récits les plus connus du légendaire breton. Issue d'une figure féminine de l'Autre Monde propre à la mythologie celtique, Dahut était certainement une femme inspirée d'une déesse mère ou une fée gardienne des vannes empêchant les eaux de se répandre dans la ville sur laquelle elle règne. Son rôle et sa nature sont ensuite en partie modifiés par l'influence de la religion chrétienne et de la littérature, notamment lorsque des fantaisies modernes interviennent. Il convient donc de se référer aux premiers documents, issus de l'oralité, tels qu'ils sont.
Remaniée, sa légende en fait la fille unique de Gradlon, le roi de Cornouaille. Elle construit (ou fait construire) la ville d’Ys où le plaisir règne en maître, provoquant la colère d'un homme d'Église. Princesse de cette ville, Dahut finit par provoquer la submersion d'Ys par l’océan à cause de ses péchés. Selon différents collectages bretons plus tardifs, elle n’en est pas morte et continue de hanter la baie de Douarnenez et les côtes du Trégor sous la forme d’une sirène. Dahut intervient aussi dans un conte du roi Marc'h. Émile Souvestre introduit de nombreux détails littéraires sur sa luxure dans sa version de la légende, notamment la nuit que Dahut passe avec le Diable, cause de la submersion d'Ys. La version de Charles Guyot, écrite au début du XXe siècle, en fait la fille de Malgven, la « reine du Nord ». C'est généralement cette dernière version qui est reprise comme version canon de l'histoire de Dahut depuis le milieu du XXe siècle, en particulier par Jean Markale et Michel Le Bris.
Dahut est devenue un symbole du mal dans les versions courantes de sa légende. Cependant, d'autres analyses y voient l'incarnation d'un pouvoir spirituel féminin combattu par le christianisme ou une allégorie de la mer. Plusieurs artistes se font l'écho de cette vision et proposent une vision païenne de Dahut, dans laquelle elle a un enfant et se cache depuis dans sa cité engloutie. Sa légende connaît un grand succès littéraire depuis le XIXe siècle. Elle reste très populaire de nos jours ; Dahut apparaît dans de nombreux opéras, chansons, romans, spectacles, et des bandes dessinées.

## Étymologie et terminologie
Il existe deux orthographes, Dahut ou Dahud. Françoise Le Roux et Christian-J. Guyonvarc'h emploient la seconde. Différentes propositions étymologiques ont été faites au cours du temps. Gwenaël Le Duc, professeur de breton et celtique à Rennes II, propose de décomposer le nom de Dahud en da (bon) et en l'adjectif ou nom hud, désignant les sortilèges et le merveilleux. Il précise aussi que le « d » final est anormal et devrait être remplacé par un « z », si le nom est bien d'origine bretonne. Toutefois le dérivé hudour existe bien, comme le gallois hud. Le Roux et Guyonvarc'h proposent des comparaisons avec l'irlandais dag/deg (bon), ban/ben (femme), bodba (dangereux) et badhbh (vautour, personne qui maudit), mot qui a évolué mais qui désignait les malédictions et la sorcellerie des déesses guerrières. Joseph Loth introduit une comparaison avec le gallois aches, désignant l'eau de la rivière et le bruit des flots sur le rivage. Jean Markale, a repris l'idée que le nom de « Dahut » viendrait du « celtique » dagosoitis,, qui signifierait « bonne magie », ou « la bonne sorcière ». Il indique le caractère surnaturel du personnage. Une confusion existe entre Dahut et une autre figure du légendaire breton, Ahès. Paul-Yves Sébillot a postulé que le chemin d'Ahès reliant Douarnenez à Carhaix aurait fini par se voir associé à Dahut. Il existe une autre explication, toutefois, qui fait dériver Dahud de la prononciation bretonne de Pouldavid un toponyme qui comme de nombreux autres en Bretagne (La Ville-David, La Noé-David, Saint-David, Kerdavid, etc.) fait référence au roi biblique David,. Selon cette explication, le personnage de Dahud devrait donc son invention à une fausse étymologie, selon un mécanisme bien connu des spécialistes de toponymie: c'est ainsi que le toponyme breton  San logod, «la vallée aux souris», a pu être interprété comme  sant Logod  par les habitants mais aussi par certains érudits, conduisant à imaginer l'existence d'un  Saint Logot,. Il n'y a là aucun rapport avec le nom Dahud. Dans le cas de Dahud, l'invention pourrait venir d'Albert Le Grand  lui-même qui, dans sa Vie des saints de Bretagne Armorique, en 1637, est le premier à mentionner le personnage qu'il relie dans une note au toponyme Pouldavid. Il a plu à beaucoup d'y croire, d'où les élaborations ultérieures. Cette explication controuvée ne tient pas compte de la nature de Dahud.
Par ailleurs, Dahut ou Dahud est proposé dans divers ouvrages, et sites internet comme prénom féminin breton d'origine celte qui se fête le 6 août.

## Description
[...] on a littéralement fabriqué aux dépens de Dahud (et de la vérité), un véritable conte pour touristes dont on se garde bien d'apprendre qu'il ne date que du premier quart du XXe siècle !
Dahut est le personnage central de la plus connue des légendes bretonnes, celle de la ville d'Ys. Elle revêt une dimension particulière en Bretagne. À l'origine personnage primitif sans généalogie, proche des fées, elle est réappropriée par différents hagiographes, auteurs et compilateurs des traditions populaires bretonnes, qui en font un symbole des difficultés de transition entre la « religion druidique » et le christianisme. La version populaire la plus connue de nos jours, qui fait de Dahut une prostituée, par opposition à la Vierge Marie, n'est que le résultat des modifications successives de son mythe originel . Dans ces histoires influencées par la littérature bretonne, elle passe ses nuits avec des centaines d'amants qu'elle assassine le matin venu, jusqu'au jour où le Diable la rejoint dans sa couche et la persuade d'ouvrir les vannes qui protègent la ville (ou le fait lui-même en volant la clef), provoquant la chute d'Ys. La tradition populaire de Basse-Bretagne à la fin du XIXe siècle veut qu'elle n'en soit pas morte, et fait de Dahut (ou Ahès) une superbe et redoutable sirène ou Marie Morgane, qui attire les marins et provoque des tempêtes. Cette croyance en la survie de Dahut reste populaire de nos jours, de nombreux Bretons refusant de l'abandonner à la mort dans l'Océan comme le voudraient les récits hagiographiques,. Elle inverse en quelque sorte la conclusion imposée par l'hagiographie : Dahut n'a pas perdu sa lutte contre le pouvoir chrétien, elle gagne au contraire une vie et un charme éternels dans   l'Autre Monde, au sein de la ville d'Ys désormais engloutie.

### Origine
Bien que des chercheurs comme Louis Ogès aient supposé (1949) que Dahut est une invention de prédicateurs chrétiens pour maintenir le peuple dans l'orthodoxie,, les recherches ultérieures en mythologie comparée dans le domaine celtique démontrent que Dahut appartient à l'archétype des  « femmes de  l'Autre Monde ». Les mythes de submersion irlandais et gallois laissent apparaître un possible récit originel commun, impliquant une fée (ou femme de l'Autre Monde) gardienne d'une vanne empêchant les eaux de se répandre, qui cause l'inondation d'une grande ville,. Ainsi, Dahut était peut-être une fée primitive gardant les portes de l'Autre Monde. L'absence d'une christianisation totale du personnage dans les versions les plus anciennes de son mythe a finalement causé la disparition de celui-ci, pour n'en garder que quelques survivances dans des fragments du folklore populaire breton. Il est possible que Dahut soit influencée par la figure de la déesse mère celtique : Ys est comparable à un Autre Monde où règnent prospérité, richesse et abondance, comme dans la plupart des royaumes des déesses celtiques.
Anatole Le Braz a collecté des éléments permettant de rattacher Dahut à la mythologie celtique : en tant que sirène ou Marie Morgane tuant les marins qu'elle rencontre, c'est une créature de l'Autre Monde, une sorte d'équivalent des « messagers des dieux » et des « anges de la mort ». Lí Ban, une femme ou fée du folklore irlandais changée en sirène par Dieu, est très proche de Dahut et pourrait la rapprocher du groupe des sirènes, créatures connues des traditions celtiques depuis le VIe siècle. Un rapprochement a également été fait entre Dahut sous sa forme de sirène et les fées dites « mélusiniennes », caractérisées par l'instabilité de leur forme corporelle,. Le Roux et Guyonvarc'h estiment cependant que Dahut ne se rattache ni aux sirènes, ni à la fée Mélusine, bien qu'il s'agisse comme elles d'un personnage très primitif.

### Filiation

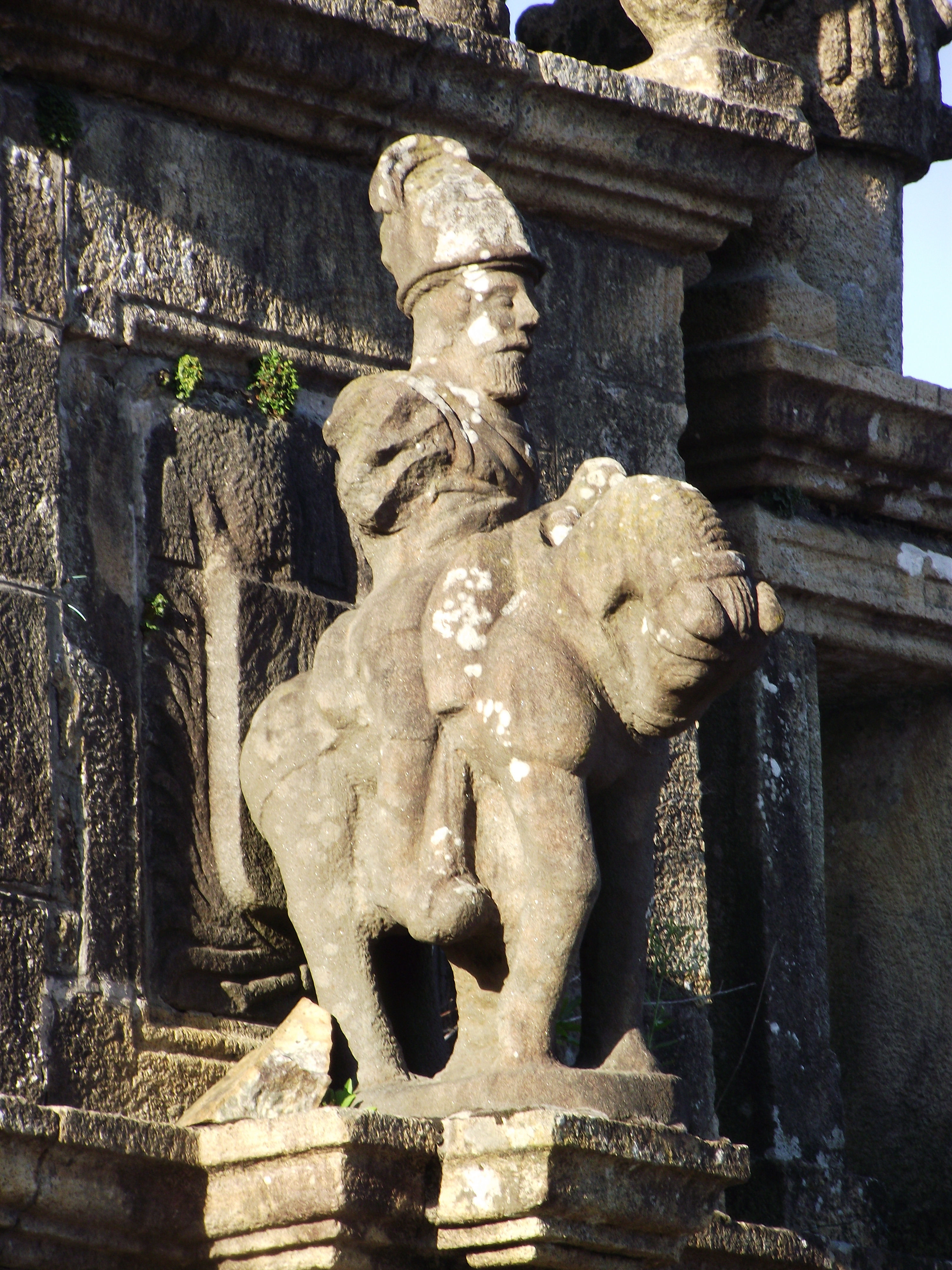
Le roi Gradlon (ici, d'après une statue à Argol) est décrit comme étant le père de Dahut.

Originellement, Dahut n'a aucune généalogie définie. En faire la fille du roi Gradlon  (comme cela est dit dans les versions hagiographiques, les opéras, et les textes littéraires sur sa légende)   n'est cohérent ni avec la mythologie celtique, ni avec les premières sources connues,. Le cartulaire de Landévennec attribue un unique enfant au roi Gradlon, un fils nommé Riwallon qui serait mort très jeune. Pour Françoise Le Roux et Christian-J. Guyonvarc'h, Dahut représente une figure celte « sans âge et sans origine ». De même, les textes historiques bretons ne font aucune mention de sa mère.
Le personnage de Malgven, la valkyrie « reine du Nord », souvent citée comme la mère de Dahut, a été popularisé par Charles Guyot au début du XXe siècle. Les chercheuses Amy Varin et Hiroko Amemiya lui reconnaissent le mérite d'attribuer à Dahut une filiation « extraordinaire » et féerique, plus proche de sa nature originelle. Dans les versions connues qui font de Dahut la fille de Gradlon, seule une parenté féerique du côté maternel peut expliquer que Dahut suive une voie « maudite » et soit châtiée par Dieu, alors que son père est pieux,. Matthieu Boyd s'oppose à la conclusion (de Le Roux et Guyonvarc'h) selon laquelle Malgven n'est qu'une pure invention littéraire de Guyot, car ce personnage est déjà cité dans une pièce de théâtre en 1903. Il trouve vraisemblablement ses sources dans Les Grandes légendes de France d'Édouard Schuré, qui évoque une tradition orale recueillie près du cap Sizun, selon laquelle Gradlon est venu chercher une princesse d'Hibernia (donc d'Irlande). Cette tradition se rapproche du mythe de Tristan et Iseut. Un autre indice de filiation en ce sens existe dans le lai de Graelent-Meur, collecté par La Villemarqué. Gradlon (l'identification de ce dernier reste controversée, tout comme l'authenticité de ce texte) y vit une relation avec une femme de l'Autre Monde. Jean Markale (dont les théories sont sévèrement critiquées par Le Roux et Guyonvarc'h) a conjecturé à partir de ce lai que le   « chevalier Gradlon » serait revenu avec Dahut, « une petite fille aux longs cheveux ». Aucune source ne permet d'établir de filiation vers Dahut, mais dans la tradition celtique, les femmes de l'Autre Monde apportent la bonne fortune à leurs époux et sont capables d'avoir des enfants avec eux, ce qui pourrait constituer une piste.

### Confusion avec Ahès
Dahut est parfois confondue avec un autre personnage du folklore breton, une princesse, fée ou géante nommée Ahès. Cette erreur provient peut-être d'Albert Le Grand, pour qui la ville de Carhaix (ou Keraës) a été fondée par une princesse nommée Ahès. Jean-Baptiste Ogée accroît la confusion en voyant dans Keraës « la Ker-Is des anciens ». En 1826, l'Histoire de Bretagne assimile très clairement Ahès à Dahut, en parlant de la princesse Ahès, pécheresse et fondatrice du château de Ker-Ahès, devenu la ville de Carhaix. Cette erreur a influencé la tradition orale. Un conte recueilli par Yann ar Floc'h en 1905 parle d'« Ahès, fille du roi Gradlon », comme d'une fée capable de se changer en cerf ou en biche blanche. Cette caractéristique rapproche Dahut/Ahès de la fée celtique classique, souvent capable de telles métamorphoses.

## Évolution du personnage

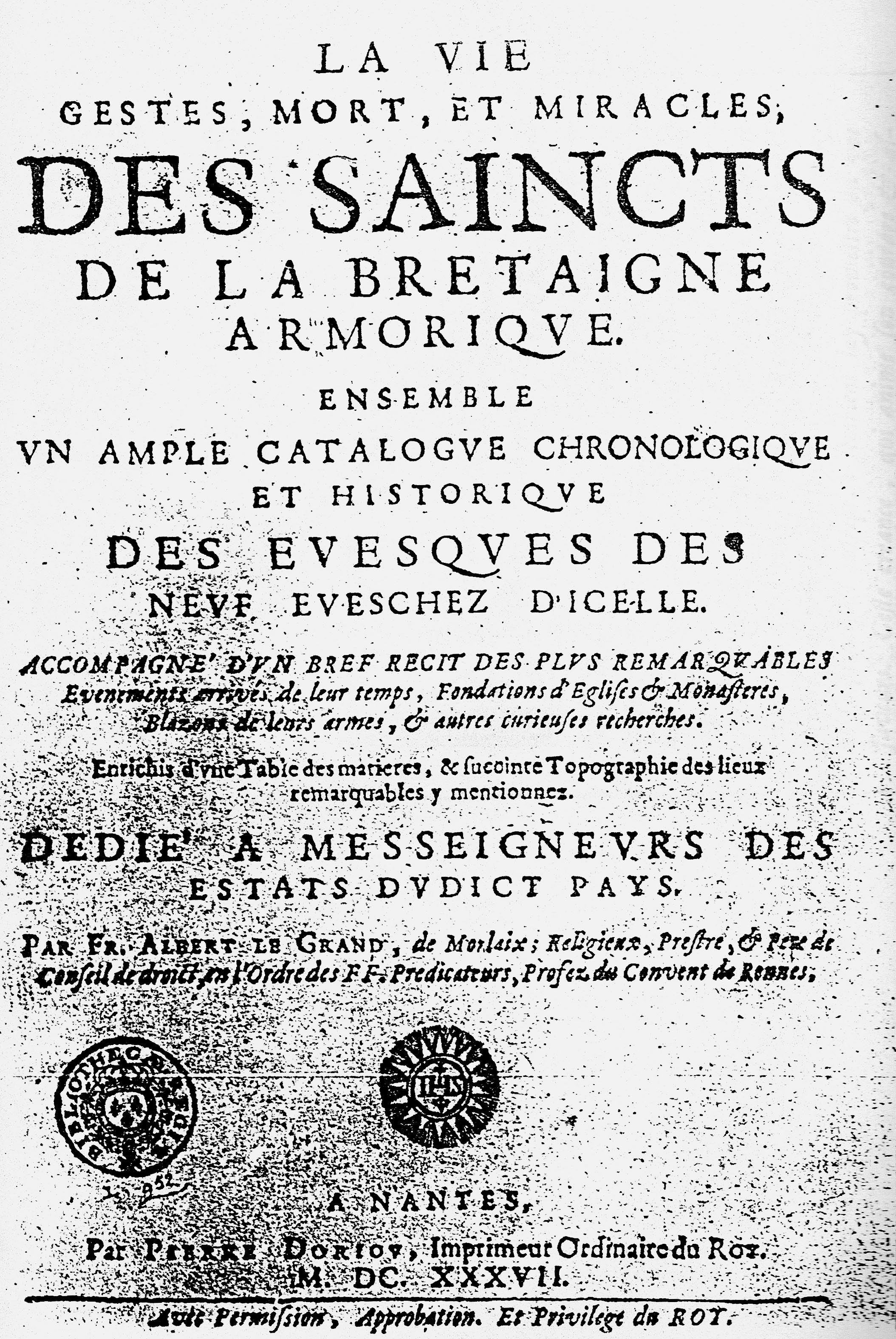
Page de titre de la première édition de La Vie des saincts de la Bretaigne armorique par Albert Le Grand, 1636, première mention connue de Dahut.

Dahut a subi une forte édulcoration hagiographique, théâtrale et littéraire, tant par le retrait d'éléments originels que par l'ajout d'autres éléments. Selon Françoise Morvan, « sa légende met des siècles à se constituer avant d'être l'objet d'une exploitation littéraire intensive ». Dahut est absente de la première mention connue de la ville d'Ys, celle de Pierre Le Baud, à la fin du XVe siècle,. Elle n'apparaît guère plus dans les sources du XVIe siècle,. Dès les premières sources, elle est décrite comme étant l'origine du mal qui frappe la ville d'Ys. Ce traitement a pu contribuer à populariser sa légende en lui donnant un aspect romantique, et favoriser les réécritures et les réinterprétations. Pour Hiroko Ameniya, « la princesse Dahut reflète l'imaginaire des Bretons à travers les siècles ». Elle a peut-être intégré dès l'origine certains traits de la déesse païenne des eaux Ana, devenue sainte Anne, ce qui a favorisé les traditions populaires orales autour de son « immortalité » sous forme de sirène, près de la ville d'Ys désormais engloutie.

### Versions hagiographiques
D'après Paul-Yves Sébillot, les versions les plus anciennes de la vie de saint Guénolé ne mentionnent jamais ni Dahut  ni Ys. Ys est mentionnée en relation avec Saint Corentin dès le XVe siècle, sans que Dahut n'apparaisse dans le récit. Il faut attendre la version (hagiographique) d'Albert Le Grand en 1636, intitulée « La vie de saint Gwénolé » (dans La Vie des saints de la Bretagne Armorique), pour voir Dahut citée une première fois. Cette version achève la christianisation du mythe de la ville d'Ys, en introduisant le thème de la punition divine : « cause principale à la Princesse Dahud, fille impudique du bon Roy, laquelle périt en cet abysme [...] ». Le texte précise aussi que le roi Gradlon périt en un lieu nommé Toul-Dahut (le trou de Dahut) ou Toul-Al-c'Huez, soit Pertuis-Dahut ou Puituis de la Clef, car Dahut avait pris à son père la clef qu'il portait au cou, symbole de sa royauté. Albert Le Grand attribue des caractéristiques bien particulières au personnage : elle y est la fille de Gradlon, impudique, qui cause la chute d'Ys, tente de tuer son père, vole les clefs de la ville qui représentent symboliquement sa souveraineté et  enfin meurt quand Ys est détruite.
Malgré la nouveauté que représentent tous ces éléments dans le mythe d'Ys, Albert Le Grand n'a vraisemblablement inventé ni le personnage de Dahut, ni ce qu'il raconte : en tant que catholique breton, il tente de concilier dans son texte ce qu'il a appris par l'oralité et ses convictions religieuses. Il l'a très certainement arrangé dans ce sens, considérant son texte comme la « vraie version » du mythe, et non comme un récit de fiction. Une influence des récits bibliques est possible, notamment celle du Livre des Lamentations où Jérémie parle de la destruction de Babylone sous la montée de la mer, en qualifiant la ville de « fille de Juda ».
La littérature bretonne postérieure s'appuie beaucoup sur la version hagiographique d'Albert Le Grand. Ce récit illustre déjà l'importance prise, plus tard, par le motif des clefs de la ville. À partir du XVIIe siècle, la version « classique » de l'histoire de Dahut en fait une pécheresse impudique devant être châtiée. Elle y est responsable par ses mauvaises actions de la submersion de la ville d'Ys. Son père Gradlon tente de la sauver de la noyade, mais l'homme de Dieu qui l'accompagne (saint Guénolé ou saint Corentin selon ces versions) provoque sa chute dans les eaux. Dans ces versions hagiographiques, le Saint est traité comme le personnage principal. Dahut, qui représente pourtant le seul personnage véritablement « celtique » et originel du mythe, peut ne même pas être mentionnée. Une note de Kerdanet dans l'édition 1837 des Vies des Saints de Bretagne précise qu'Ys est protégée de la mer par une digue et que le roi Grallon en possède les clefs, veillant chaque mois à l'entrée de l'eau dans la ville. Ahès/Dahut intrigue et lui vole les clefs, mais pendant le tumulte qui suit sa prise de pouvoir, elles lui sont dérobées par des « barbares » qui ouvrent la digue et noient la ville.

### Collectages

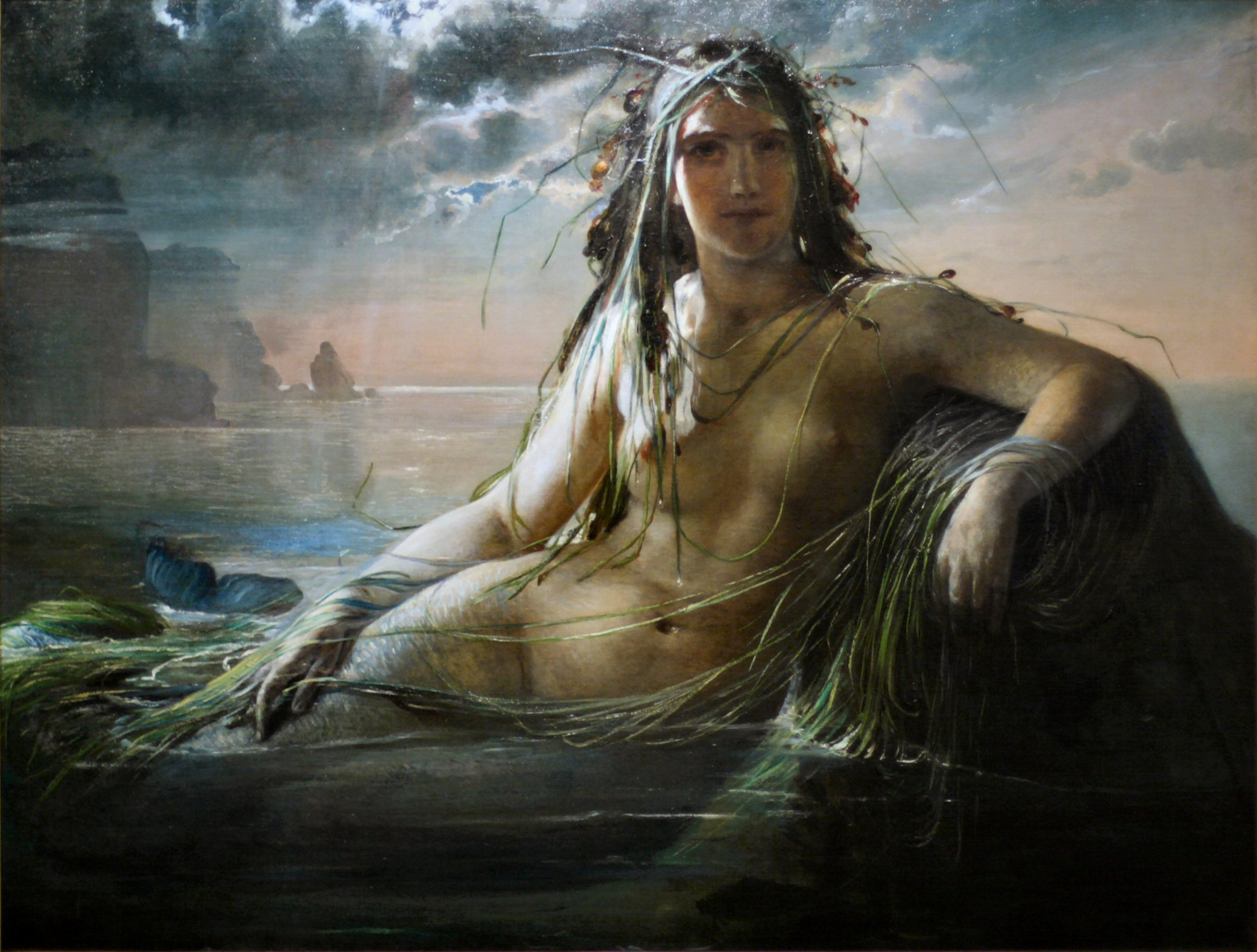
D'après plusieurs collectages bretons, Dahut se transforme en Marie Morgane ou en sirène. Ici, une peinture d'Elisabeth Jerichau Baumann.

De la fin du XVIIIe siècle jusqu'au début du XXe siècle, les nombreux collectages effectués en Basse-Bretagne permettent de recueillir des récits oraux évoquant Dahut / Ahès. Les premiers fragments de tradition orale proviennent de Jacques Cambry, qui visite le Finistère en 1794 et y entend parler de la ville d'Ys où règne le roi Gralon, et où sa fille « la princesse Dahut, fille du roi, oubliant la pudeur et la modération  naturelle à son sexe, y donnoit l'exemple de tout genre de dépravation ». Elle meurt de la main de son père, à qui « l’Éternel » conseille de se débarrasser du diable qui la suit. Dahut se noie à Poul-Dahut (Pouldavid).
Par la suite, de nombreux collectages la décrivent comme une sirène. La tradition populaire des côtes nord de la Basse-Bretagne, particulièrement dans le Trégor, regorge de conseils enjoignant à se méfier de Dahut, prompte à se saisir des jeunes et beaux garçons pour les précipiter dans les flots. D'après G. Le Calvez (1897), nombre de marins trécorrois assurent l'avoir aperçue sous cette forme. Elle est censée avoir donné naissance à toutes les sirènes de la région. Son chant mélodieux attirerait les marins pour les perdre. Le roi Gradlon l'aurait jetée dans la mer au large de la plage de Trévou-Tréguignec.

#### Collectages de Hyacinthe Le Carguet
Hyacinthe Le Carguet (1847-1924) recueille le premier la tradition d'une survivance de Dahut après l'engloutissement d'Ys, sous cette forme d'une sorte de sirène nommée la Marie Morgane. Il signale aussi qu'« à Douarnenez, la fille de Gradlon est appelée Dahut, à cause sans doute du voisinage de Pouldavid, ou Dahu ». En avril 1888, il recueille la légende selon laquelle Dahut est condamnée à parcourir éternellement la mer sous cette forme, au-dessus de la cité d'Ys engloutie. Si elle apparaît à une personne, cela signifie qu'un grain se prépare. Les descriptions de ceux qui disent l'avoir vue lui attribuent toujours une apparence attirante : « de longs cheveux blonds, des épaules comme celles de la plus belle femme, des seins blancs et fermes » et le bas du corps d'un poisson. Elle pleurerait ses péchés près de Tévenec. Une autre description lui attribue des seins gonflés comme ceux d'une nourrice qui allaite, et une longue queue mince comme celle d'un congre. Cette évolution du personnage tend à rapprocher Dahut de la fée et de l'animal, en lui attribuant parfois des traits de monstre marin.

#### Collectages de Paul Sébillot
Grâce à ses collectes, Paul Sébillot assure que la légende d'Ys est contée et chantée, à la fin du XIXe siècle, dans nombre de villages de Basse-Bretagne. Il estime aussi que Dahut n'était pas présente dans les sources écrites avant la fin du XVIe siècle. D'après lui, la tradition populaire parle peu des débordements impudiques de Dahut/Ahès, si présents dans les versions hagiographiques écrites. Il relève par contre une légende très proche à Saint-Malo : d'après les marins de la région, la fille d'un roi (non-nommée) y intrigua pour dérober les clefs de sa ville, qui fut engloutie.

#### Collectages d'Anatole Le Braz
Anatole Le Braz rassemble plusieurs évocations de la survivance de Dahut après la chute de la ville d'Ys dans les flots. Elle chanterait « avec sa voix de sirène » pour annoncer un orage prochain. Dans les rochers autour de Saint-Gildas, quand la nuit est claire, on entend chanter une sirène et « cette sirène, c'est Ahès la fille du roi Grallon ». Il cite aussi une vieille gwerz recueillie (en breton) par Tine Fouquet sur l'île de Sein :
« Ahes, breman Mari Morgan
E-skeud al loar, d'an noz, a gan. »
« Ahès, maintenant Marie Morgane
Au reflet de la lune, dans la nuit, chante »
— Traduction de Françoise Morvan, qui utilise cependant la graphie Mary Morgan.
Toujours selon les collectages de Le Braz, le premier pont que l’on tenta de bâtir à Douarnenez se serait écroulé parce qu’il était situé au-dessus du lieu où Dahut fut repoussée dans les flots par son père.

#### Intervention dans la légende du roi Marc'h
Dans un conte collecté par Yann ar Floc'h en 1905, qui représente la plus longue tradition orale autour du roi Marc'h, il vise une biche blanche à l'arc, mais sa flèche fait demi-tour et tue sa monture Morvarc'h. La biche se change en belle jeune femme et en représailles, Dahut (puisque c'est elle) fait pousser les oreilles et la crinière de Morvarc'h sur la tête de Marc'h. Son secret découvert, le roi s'enfuit, honteux, et se tue sur des rochers. Selon Gaël Milin, ce récit constitue une étape dans la contamination entre la légende de la ville d'Ys et celle du roi Marc'h.

### Versions littéraires
Les versions littéraires voient l'ajout d'un grand nombre de détails sur les habitudes et la personnalité de Dahut. Selon Le Roux et Guyonvarc'h, Émile Souvestre et Charles Guyot introduisent en particulier l'épisode où le diable l'invite à la rejoindre dans son lit, la danse macabre, ou encore l’étouffement d'un jeune page par un masque. Georges-Gustave Toudouze, livre aussi avec Les Derniers jours de la ville d’Ys une version post-romantique, où Dahut est maîtresse de sa ville et le revendique.

#### «Keris» d'Émile Souvestre

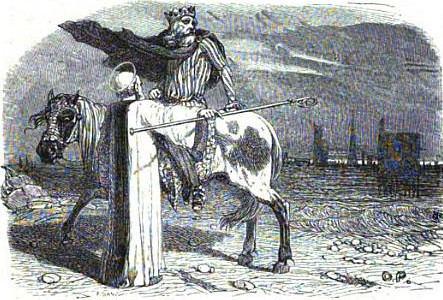
Illustration du conte « Keris » d'Émile Souvestre.

Émile Souvestre conte une version de la légende d'Ys dans son ouvrage à succès Le foyer breton (1844), sous le titre de « Keris ». Dahut y est présentée comme la fille de Grallon « à la conduite déréglée, qui pour échapper à la surveillance de son père, était allée habiter Keris à quelques lieues de Quimper ». C'est une « grande magicienne » qui a bâti les merveilles de sa ville et commandé aux korrigans de l'aider, contribuant à sa richesse et à son opulence. Elle garde en permanence sur elle les clefs d'argent qui ouvrent les digues protégeant Ys de l'envahissement des flots, et dompte des dragons marins pour le service des habitants. Elle donne des fêtes jour et nuit, qui attirent les foules. Si elle repère un jeune homme qui lui plaît, elle lui remet un masque magique qui permet à cet amant de la rejoindre dans une tour. Le lendemain matin, quand Dahut prend congé du malheureux, le masque se resserre et l'étrangle. Le cadavre est alors précipité dans la mer par un serviteur. Un jour, un inconnu se présente dans la ville d'Ys et entraîne ses habitants dans une danse tourbillonnante. Il en profite pour voler les clefs d'argent de la princesse et s'échappe en ouvrant toutes les écluses. Saint Corentin vient trouver le roi Grallon et lui dit que la ville va être livrée au démon. Dans sa fuite, il secourt Dahut qui s'accroche à la croupe de son cheval. L'animal commence à couler, aussi le Saint lui dit de rejeter Dahut à la mer. Le roi hésite, le Saint touche l'épaule de Dahut avec sa crosse, elle disparaît au fond d'un gouffre nommé depuis le « gouffre d'Ahès ».
Souvestre s'inspire vraisemblablement de La vie des Saints d'Albert Le Grand. Il en garde la vision de Dahut comme d'une jeune femme impudique, et ajoute un grand nombre de détails littéraires. Il est très probable que la tradition orale de l'époque lui ait permis de collecter certains éléments au sujet de Dahut, mais il n'y a aucun moyen de savoir quels étaient précisément ces éléments, qui ont circulé pendant les 160 années séparant la version d'Albert Le Grand de la sienne. Des sermons religieux et des pièces de théâtre tirées de La vie des Saints pourraient tout aussi bien en être à l'origine. Paul Sébillot estime que la légende selon laquelle Dahut ferait noyer ses amants provient de la déformation d'une tradition populaire, suggérant qu'elle noyait des hommes après les avoir épousés, dans un gouffre près d'Huelgoat. Pour lui (comme pour Le Roux et Guyonvarc'h), le masque magique est une invention et le thème du diable ou du démon mêlé aux invités pour danser est un emprunt littéraire. En revanche, l'importance accordée aux clefs de la ville (souvent détenues par Gradlon dans les autres versions) respecte la tradition antérieure.

#### La Légende de la ville d'Ysde Charles Guyot
Au début du XXe siècle, Charles Guyot publie La Légende de la ville d'Ys d'après les anciens textes aux éditions H. Piazza, ouvrage qui connait un succès remarquable puisque sa onzième édition paraît en 1926. Des rééditions régulières sortent tout au long du siècle, notamment en 1987, 1998 et 1999 (chez Flammarion), de même qu'une traduction anglaise en 1979.
Dans cette histoire, le prince Gradlon de Cornouaille part guerroyer en Norvège. Il y rencontre la reine Malgven, qui lui déclare son amour et le suit, montée sur son cheval Morvarc'h. Des amours de Malgven et Gradlon naît Dahut, mais la mère meurt durant l’accouchement. Plus tard, Gradlon construit la ville d'Ys pour plaire à sa fille, qui ressemble à Malgven et suit la religion des Celtes. Dahut, qui est magicienne, demande aux korrigans de lui ériger un château plus haut que tous les bâtiments chrétiens. Elle vit une brève histoire d'amour avec un page de son père, à qui elle remet un masque qui se resserre et l’étouffe. Un serviteur jette ensuite le cadavre à la mer. Dahut se dispute plus tard avec Guénolé de Landévennec, tandis que des rumeurs courent sur sa luxure et ses péchés. Un homme vêtu de rouge arrive dans la ville d'Ys et joue du biniou d'une façon irrésistible. Il persuade Dahut de voler les clefs d'argent de l'écluse, gardées par son père. La ville est engloutie à cause de cet inconnu. Fuyant l’inondation, Dahut s’accroche à son père qui chevauche Morvarc’h, mais Guénolé la précipite dans l’océan.
D'après plusieurs chercheurs, le personnage de Malgven, « reine du Nord » et mère de Dahut (ainsi que le cheval Morvarc'h d'après Le Roux et Guyonvarc'h) n'est qu'une invention littéraire de Charles Guyot,. C'est pourtant cette version de la légende d'Ys faisant intervenir Malgven et Morvarc'h qui est racontée comme étant la « version canon » depuis le milieu du XXe siècle,. Ce texte constitue une sorte de vulgate des précédentes versions, avec des inventions personnelles. Guyot invente probablement le motif selon lequel Ys aurait été construite par Gradlon pour plaire à sa fille, qui n'existe dans aucune source antérieure. Il introduit aussi des motifs celtomaniaques, en particulier des druidesses « guettant les derniers adorateurs de Teutatès ». Il inclut une chanson de Dahud, invocation à l'océan qui n'a rien d'authentique. Il reprend le thème du masque magique à la version d'Émile Souvestre, de même que l'arrivée de l'homme en rouge, évocation du diable. Françoise Le Roux et Christian-J. Guyonvarc'h regrettent la « notoriété injustifiée de ce livre », qu'ils qualifient de « falsification d'une légende bretonne à des fins commerciales ».

### Tentatives de reconstitution d'une légende païenne

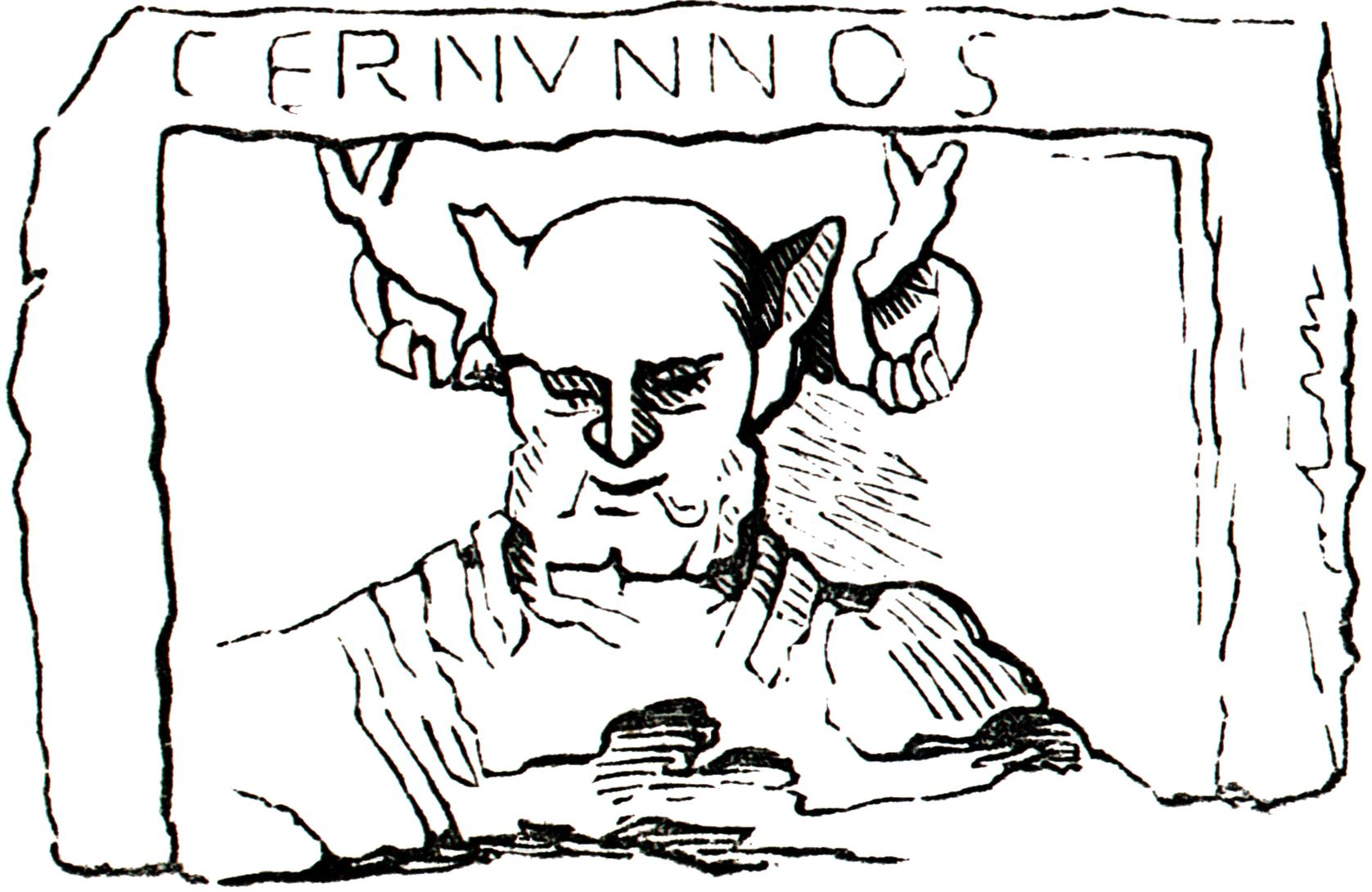
Le dieu Cernunnos.

Depuis la fin du XXe siècle, une certaine opposition est née parmi des artistes, des écrivains et des néo-païens contre la diabolisation qu'a subie Dahut sous l'influence des religieux chrétiens. Diverses productions artistiques visent à reconstituer la « légende païenne » du personnage. Une version peu connue de la légende d'Ys attribue un enfant à Dahut, et inspire notamment la bande dessinée Bran Ruz, la sculpture Morvarc'h Argol et diverses productions théâtrales. Martial Caroff atteste l'existence d'une version païenne de la légende dans son ouvrage Ys en automne, vraisemblablement après avoir vu la sculpture d'Argol. La source de ces versions faisant de Dahut une mère est à chercher dans Kristof, un conte breton publié par Amable-Emmanuel Troude et Gabriel Milin en 1870, oublié puis traduit par Jean Markale dans La tradition celtique en Bretagne armoricaine. Dans une glose, Markale estime que la légende primitive d'Ys « faisait état de la disparition de Kristof », et qu'il est le fameux homme rouge / diable dont parle le « Keris » d'Émile Souvestre.
Dans ce conte, qui n'est nullement une création littéraire inspirée par La Villemarqué et qui comporte des thèmes et motifs d'une mythologie folklorisée, un jeune adolescent nommé Kristof, considéré comme simplet, attrape un petit poisson qui lui promet de lui venir en aide s'il le relâche. Plus tard, grâce à l'aide de ce poisson, Kristof se rend dans la ville d'Ys en plaçant un chêne pour qu'il lui fasse un pont, et y rencontre le roi Gradlon avec sa fille Ahez. Tous deux se moquent de lui, aussi il souhaite qu'Ahez tombe enceinte, ce qui ne manque pas d'arriver. Gradlon lance une épreuve pour savoir qui est le père, épreuve que Kristof est le seul à réussir. Il épouse Ahez, mais la cohabitation se passe mal avec le roi. Kristof finit par s'en aller d'Ys avec Ahez et par ôter le chêne, prévenant Gradlon que sans cette protection, la cité sera engloutie.
Dans les tentatives de reconstitution païenne, Kristof s'est vu attribuer des cheveux rouges, et donc l'identité du diable des versions hagiographiques et de « Keris ». Sous l'influence des ouvrages de Georges-Gustave Toudouze (Les Derniers jours de la ville d’Ys) et de Charles Guyot, Gradlon se voit crédité d'un amour sans borne pour sa fille Dahut. Michel Le Bris, Alain Le Goff et Patrig ar Goarnig (le sculpteur de Morvarc'h Argol) s'en inspirent pour imaginer un désir de relation incestueuse chez Gradlon, et la volonté qu'aurait eu Dahut de fuir la cité d'Ys pour cette raison. Dahut / Ahès est décrite comme une mère dans Bran Ruz (1981), mais aussi dans Les Écluses du Ciel (1983), Les feux de Beltaine (1992), et le conte Légende de la ville d'Ys d'Alain Le Goff, où le fils de Dahut et du Prince rouge a « les yeux bleus comme la mer et les cheveux rouges comme le soleil quand il se couche ».
Dans son « essai historique » sur les mondes imaginaires, Michel Udiany affirme que Dahut « vénérait le dieu (païen) Cernunnos » dans l'Armorique du Ve siècle, avant de préciser plus loin que toute la légende d'Ys n'est que « pur fantasme ». Un ouvrage de Faery Wicca écrit par l'Irlandaise Edain McCoy décrit Dahut comme une déesse mère de la « vieille religion », en rébellion contre les nouvelles règles imposées par le patriarcat. Elle précise que la version païenne de l'histoire de Dahut serait que les korrigans ont caché la ville d'Ys sous les eaux à sa demande, jusqu'à ce qu'elle puisse ré-émerger dans un monde libre de toute persécution religieuse. On retrouve cette analyse et la défense d'une version païenne dans un ouvrage ésotérique de Robert-Jacques Thibaud, disant que Dahut était une initiée aux « secrets des druides » qui a disparu en dormition dans la cité d'Ys « comme Merlin dans l'île d'Avalon ». Il est évident que nous sortons ici de la légende pour accéder aux fantasmes des commentateurs.

## Analyse

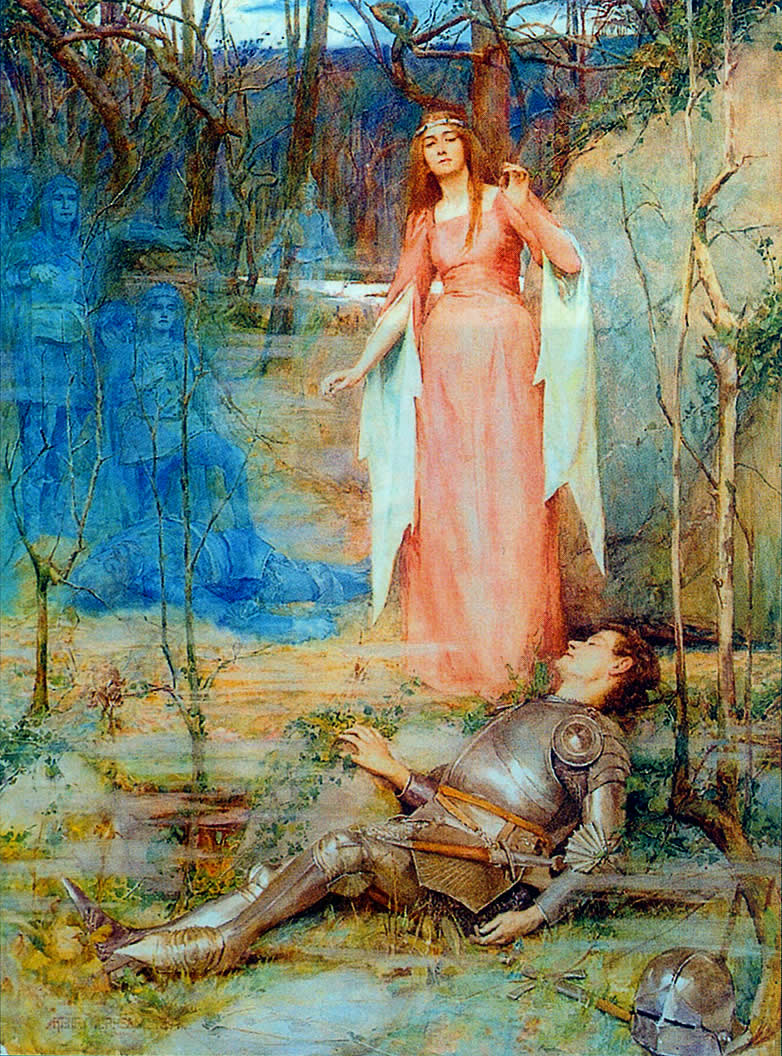
The Banshee (1897), d'après une aquarelle de Henry Meynell Rheam. Cette femme de l'Autre Monde partage la même origine que Dahut.

Dahut est difficile à analyser en raison des évolutions constantes de sa légende. La figure du diable, la mention de sa luxure, sa description comme pécheresse impie et symbole du mal sont très vraisemblablement des ajouts hagiographiques. Selon Le Roux et Guyonvarc'h, les hagiographes ont diabolisé Dahut, voire l'ont effacée de son mythe originel en raison de l'impossibilité d'en faire une femme repentie épousant la religion chrétienne, et de comprendre son ancienne nature. Il était préférable de leur point de vue de modifier le mythe originel plutôt que de contrevenir à la morale chrétienne. Ils estiment aussi qu'il s'agit d'opposition entre le bien incarné par le Saint, et le mal incarné par Dahut, du fait que les chroniqueurs de la légende au XVIIIe siècle ignoraient probablement la nature originelle de Dahut. Raymond Hascoët note que la diabolisation de Dahut est surtout le fait d'hagiographes et d'auteurs masculins qui ont valorisé le roi Gradlon comme un idéal patriarcal, un parangon de vertu trompé par sa fille. Au contraire, Dahut est surtout valorisée par des femmes et des artistes, qui y voient l'incarnation d'une « muse sacrée et indomptée ».
L'ethnopsychiatre Philippe Carrer note que Gradlon tient le rôle de la mère auprès de Dahut (dans les versions littéraires), puisqu'il n'est aucunement fait mention d'une nourrice. Il ajoute qu'elle exprime une part de révolte toute féminine, et présente des caractères particuliers aux femmes celtes (telles que les fantaisies modernes ont voulu les représenter), notamment l'aspect guerrier « en faisant d'Ys une ville pirate et en dotant chaque habitant d'un dragon terrifiant ». Il rapproche aussi sa relation avec le « prince rouge » du mythe de Tristan et Iseult.

### Femme de l'Autre Monde
Pour Françoise Le Roux et Christian J. Guyonvarc'h, Dahut est à l'origine une femme de l’Autre Monde celtique, connu dans la mythologie celtique irlandaise sous le nom de Sidh. Les messagères de cet Autre Monde sont les bansidh (de l'irlandais ban, femme, devenues en anglais les banshee), que l’on rencontre notamment dans les histoires de Conle et de Bran Mac Febail,. Ce mythe est également présent dans un poème gallois du livre noir de Carmarthen, parlant d'une cité submergée par la faute d'une jeune fille anonyme. De leur point de vue, Dahut, Lí Ban et la fée Morgane sont très proches, étant toutes trois des « filles de la mer » réfractaires au christianisme. Ils rapprochent également Dahut d'une version celtique du mythe grec d’Éros et Psyché, mais liée à l'élément marin. Marc Déceneux lie Dahut au concept de figure psychopompe, relation contestée par Le Roux et Guyonvarc'h. Arnaud Guyot-Jeannin voit dans les femmes de l'Autre Monde une expression de « l'éternel féminin ».

### Incarnation d'un pouvoir spirituel féminin

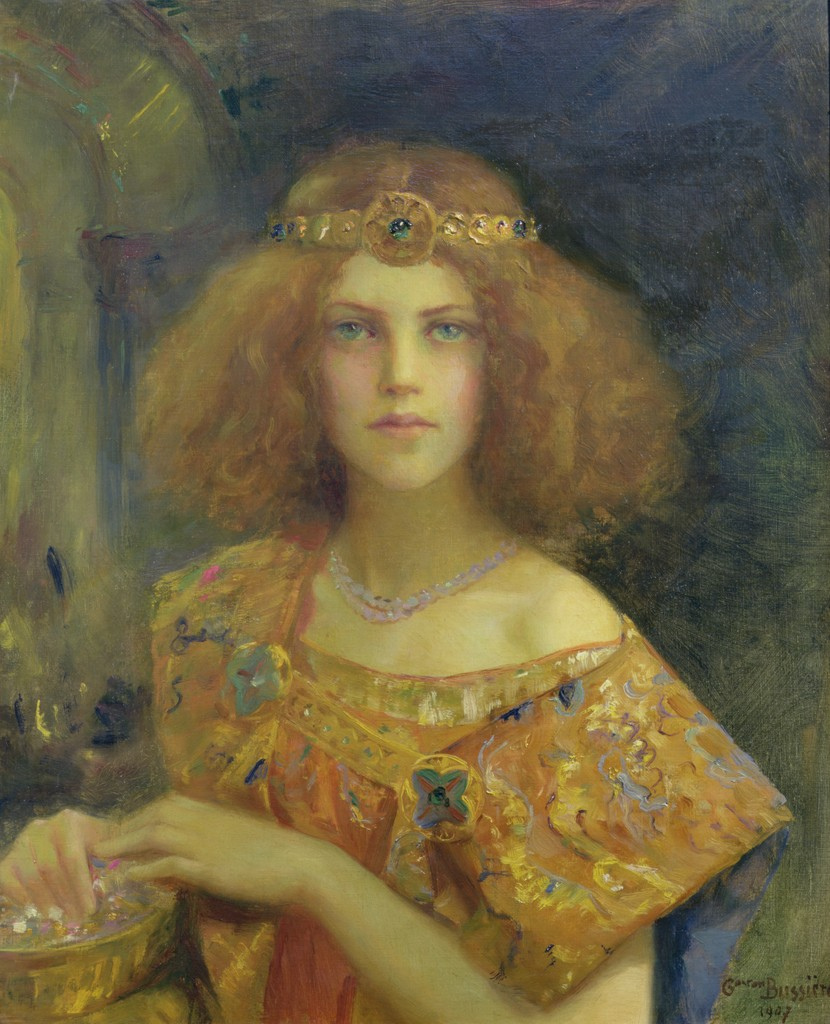
Salammbô (ici, sur une peinture de Gaston Bussière en 1907) est rapprochée de Dahut dans certaines versions littéraires.

Un certain nombre d'analyses qui s'appuient sur les versions littéraires tardives du personnage de Dahut la voient comme l'incarnation d'un pouvoir spirituel féminin combattu par la religion chrétienne patriarcale. Louis Ogès la décrit comme une incarnation du druidisme finissant chassé par Dieu. C'est aussi l'interprétation de Jean Markale dans La Femme celte, qui y voit le symbole d'un refoulement de la culture celte chassée de la Bretagne, mais restant enfouie dans l’inconscient. Il exprime son désir de voir renaître cette part celtique des Bretons : « Ce qui est englouti dans les abîmes de la mémoire doit redevenir un jour conscient. Ce qui est refoulé, vaincu, doit se manifester et l’emporter ». Cet essai de Markale est très vivement critiqué dans le milieu universitaire. Considérer Dahut comme un symbole de paganisme résistant au christianisme serait une erreur selon Le Roux et Guyonvarc'h : dans la plupart des versions de son histoire, elle n'adore aucun dieu païen et la ville d'Ys ne compte aucun temple.
Cette analyse de Markale est cependant partagée par d'autres personnes, notamment Paule Salomon qui parle d'une « révolte féminine » et d'un « ordre ancien qui ne demande qu'à ressurgir », après le refoulement d'une « société gynécocratique et féministe » incarnée par Dahut et sa ville. Selon l'analyse d'Ôphélia Claudel, « Dahut se bat contre l’imposition d’une autre religion et préfère vouer la ville à la consomption par le feu plutôt que d’abandonner sa souveraineté ». Elle compare Dahut telle que présentée dans le roman de Georges-Gustave Toudouze, Les Derniers jours de la ville d’Ys, à Salammbô, personnage homonyme d'un roman de Gustave Flaubert se déroulant à Carthage. « Dahut cherche à se réapproprier une souveraineté totale, [...] Elle ne peut être soumise à sa propre ville puisqu’elle est, elle-même, la ville qu’elle protège ». De même, la ville de Carthage se confond avec la femme Salammbô.
Toujours suivant l'analyse de Claudel, Dahut « incarne le mal parce qu’elle est impudique et qu’elle utilise son corps à la manière d’un temple », mêlant sa propre spiritualité et son corps d'une manière totalement incompatible avec la religion chrétienne, qui prône l’abstinence et la pureté de la femme (ainsi que de l'homme, le corps y étant conçu comme un temple du Saint Esprit, p. ex. dans 1 Corinthiens 6,18-20). Elle est « mise à mal par le pouvoir de l’homme qui refuse de laisser entamer son hégémonie ». Avec sa révolte contre l’autorité masculine et sa réappropriation de sa propre autorité, Dahut disparaît, son monde enseveli avec elle. Cependant, l'espoir d'une re-découverte du pouvoir féminin qu'elle incarne reste présent, la ville d'Ys et Dahut n'étant que cachées sous les eaux, conservées « comme dans une matrice symbolique ». La personne qui souhaite redécouvrir ce pouvoir féminin doit « se mouiller » symboliquement.

### Allégorie de la mer
Les traditions populaires bretonnes rapprochent Dahut des sirènes, cependant, les histoires de femmes qui se changent en sirènes sont rares. Le plus souvent, le folklore celtique évoque des sirènes qui prennent l'apparence de femmes et épousent des hommes. Il existe également des histoires de « femmes du lac » qui font la fortune de leur époux, avant qu'ils ne perdent cette fortune dans l'eau. Hiroko Amemiya propose d'interpréter Dahut comme une personnification de la mer et du « désordre de la nature » menaçant la culture des hommes. Une interprétation partagée est de voir en Dahut une allégorie des dangers de la mer. Comme le précise Albert Moxhet, de manière générale, les légendes de créatures des eaux sont très nombreuses en Bretagne en raison de sa situation géographique : les régions qui partagent un légendaire d'inspiration commune mais qui n'ont pas d'ouverture maritime, comme l'Ardenne, connaissent naturellement moins d'histoires de créatures des eaux. La mention qui fait de Dahut l'ancêtre de toutes les sirènes bretonnes illustre bien l'importance de cet imaginaire marin en Bretagne.

### Motif des clefs de la ville
Dans de nombreuses versions, les clefs de la ville d'Ys revêtent une importance toute particulière pour Dahut. Le motif des clefs a peut-être été introduit dans la version hagiographique d'Albert Le Grand par comparaison avec le symbole de pouvoir qu'elles représentent pour la papauté, mais ce motif s'est conservé au fil du temps : qui détient les clefs d'Ys détient le pouvoir. Par comparaison avec d'autres récits celtiques, le mythe d'origine suggère que c'est Dahut qui apporte à Gradlon ses droits de souveraineté sur la ville d'Ys, et donc que les clefs de la ville devraient lui revenir plutôt qu'à ce dernier.

## Adaptations récentes
Dahut reste très populaire, aussi bien en littérature qu'en musique ou dans les beaux-arts. Le musée départemental breton de Quimper a effectué avec l'aide de plusieurs spécialistes un vaste recensement des productions culturelles évoquant la ville d'Ys et Dahut, pour le catalogue La légende de la ville d'Ys : une Atlantide bretonne, publié en 2002.

### Dans la littérature
La plupart des adaptations littéraires récentes de la légende de la ville d'Ys maintiennent Dahut telle qu'elle est présentée dans la version de Charles Guyot. C'est notamment le cas chez Jean Markale (« La ville engloutie ou le mythe celtique des origines » dans Les Celtes, 1969), Michel Le Bris (Ys, dans la rumeur des vagues, 1985) et Christian Querré (La légende de la ville d'Ys, 1996). Gwenc'hlan Le Scouëzec reprend la version de Souvestre dans Histoires et légendes de la Bretagne mystérieuse (1968). Le conteur Yann Brékilien reprend lui aussi la mère supposée « fée Malgven, reine du Nord » et intègre quelques éléments du folklore populaire, disant que Dahut est devenue une sirène qui perd les marins par son chant. Paol Keineg publie en 1974 chez les éditions Gallimard le roman poétique Lieux communs : Suivi de Dahut. Édouard Brasey fait intervenir une lavandière nommée Dahud dans son roman Les Lavandières de Brocéliande. Loïg Pujol conte la légende de Dahut en y voyant une jeune vierge qui ne fait qu'un avec le serpent, et qui est calomniée par la religion chrétienne.
La notoriété du personnage dépasse la littérature en langue française, puisqu'on retrouve Dahut dans un poème anglais. Dans le roman d'horreur de l'américain Abraham Merritt, Rampe, ombre, rampe (Creep Shadow creep, 1934), elle est une sorcière maléfique qui se réincarne à l'époque moderne, pour ressusciter une divinité païenne et obtenir le pouvoir absolu. Merritt réinvente le personnage de Dahut et la légende d'Ys, en les liant à celle de l'Atlantide. Alain de Carnac, le descendant de l'homme qui a jadis ouvert les vannes de la cité d'Ys pour noyer Dahut, est réincarné en même temps que son ennemie et doit la vaincre une nouvelle fois, en rejouant le drame du passé. Dahut meurt noyée.
Les auteurs américains Karen et Poul Anderson ont écrit une tétralogie sur le roi d'Ys, reprenant essentiellement la version hagiographique, dont le tome trois est titré Dahut.
A. S. Byatt présente dans son roman Possession une chercheuse britannique féministe de l'époque victorienne, Leonora Stern, pour qui Dahut est une femme « primitive, instinctive, incarnation d'un paganisme terrestre qui reste immergé » Elle est assimilée à une femme puissante transformée de figure positive à monstre démoniaque avec la montée du patriarcat,. Dahut est présente dans l'intrigue du roman humoristique La Dérive des incontinents (2008), écrit par Gordon Zola. Dans le roman de Suzanne Salmon Ce soir à Cornebise, six vacanciers font du spiritisme et contactent l'esprit de Dahut, l'un d'eux étant la réincarnation du roi Gradlon.

### En bande dessinée
La bande dessinée Bran Ruz (1978-1981), très imprégnée de la pensée post soixante-huitarde[Quoi ?], s'inspire d'une vision de Dahut popularisée par Jean Markale. Bran Ruz (le corbeau rouge) a un enfant avec Dahut et s'échappe avec elle quand son père, le roi Gradlon, souhaite la prendre pour épouse. C'est Saint Gwénolé qui y cause l'inondation de la ville d'Ys, et non Dahut.
La série de bande dessinée Merlin mêle la légende d'Ys à celle de Merlin et à d'autres éléments de la mythologie bretonne. Dans le premier tome, « La colère d'Ahès », la princesse d'Ys souhaite se venger des Humains et ordonne au maître des sylphes de féconder la plus pure des humaines pour enfanter son champion, Merlin. Le 10e tome intitulé « La Princesse d’Ys » se conclut sur l'affrontement entre Ahès, la princesse d'Ys, et son fils Merlin. D'après le critique Jean-Sébastien Péron, Ahès s'y montre sensible et fragile, et l'affrontement entre Ahès et Merlin donne toute la dimension dramatique au récit. La série Les Druides de Thierry Jigourel, Jean-Luc Istin et Jacques Lamontagne évoque Dahut dans le second tome, « Is la blanche » (2006), quand Gwench'lan doit enquêter auprès de Dahut dans la légendaire cité, sur fond de tensions entre catholiques et païens.
La bande dessinée Soeurs d'Ys : La Malédiction du Royaume englouti de M.T Anderson avec les dessins de Jo Rioux (trad. français - Alice Delarbre) s'inspire de plusieurs versions de la légende de la cité d'Ys. Les deux personnages principaux sont les filles du roi Gradlon, Rozenn et Dahut.

### En peinture et sculpture
Évariste-Vital Luminais a représenté la chute de Dahut dans les flots sur son tableau La Fuite du Roi Gradlon, réalisé vers 1884. Il choisit de peindre le moment critique où le roi Gradlon lâche la main de sa fille.
La mairie d'Argol a commandé au sculpteur Patrig ar Goarnic une représentation de la légende d'Ys. Il commença par représenter, suivant ses « convictions païennes » et inspiré par la bande dessinée Bran Ruz, la princesse Dahut qui tient dans ses bras un enfant et échappe à l'engloutissement sur le cheval Morvarc'h pendant que le roi Gradlon tente de s'accrocher à l'animal. Accusé d'anticléricalisme, ar Goarnic suscite la colère de nombreux paroissiens de la commune, qui estiment qu'il transgresse la légende d'Ys. Il crée finalement une statue à deux faces différentes, la seconde face étant conforme à la légende popularisée par Charles Guyot. Patrig ar Goarnic estime cependant que sa vision païenne de la légende est « la vraie ».

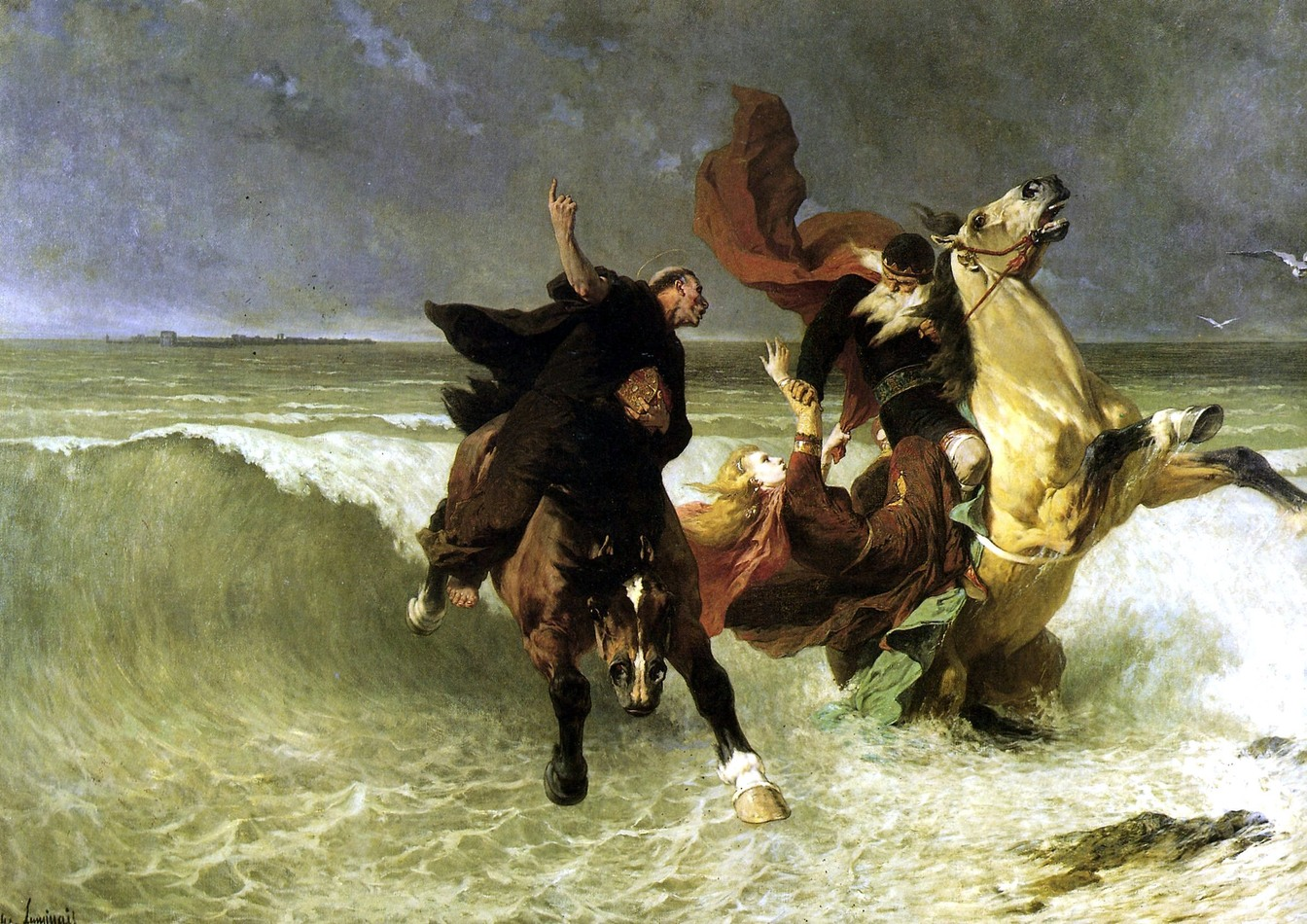
La Fuite du roi Gradlon vue par Évariste-Vital Luminais, vers 1884.

À l'occasion de la Journée internationale des femmes de 2015, un spectacle présenté à Douarnenez et sur l'île de Sein a offert une vision féministe de Dahut,.

### En musique

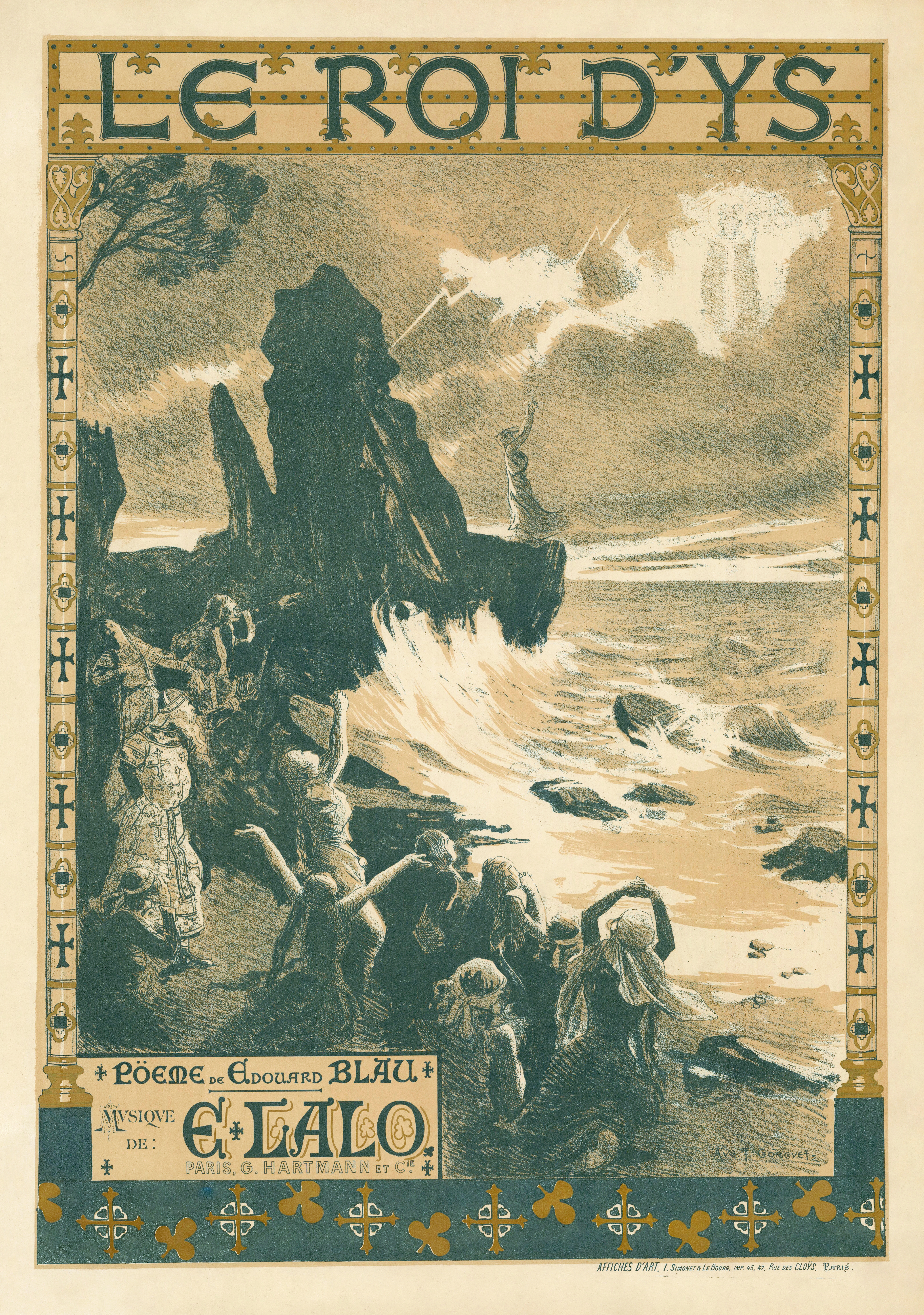
Affiche de l'avant-première de l'opéra Le Roi d'Ys en 1888.

Plusieurs œuvres musicales, dont deux opéras, évoquent la légende d'Ys, en soulignant le rôle de Dahut au sein de celle-ci.
L'aspect historique et épique de la légende oriente la création du Roi d'Ys, d’Édouard Lalo, dans sa première version en 1875. Cet opéra connaît un grand succès et permet d'installer Ys durablement dans la culture. Claude Debussy aurait été inspiré par la lecture de l’évocation de la légende, au début des Souvenirs d’enfance et de jeunesse d'Ernest Renan, pour écrire le prélude pour piano La Cathédrale engloutie (1909-1910). Son défi est de recréer l’univers de la légende musicalement, avec une atmosphère maritime et presque médiévale permettant de suggérer la ville d'Ys.
Parmi le mouvement bardique, Bourgault-Ducoudray évoque Ahès dans La Chanson de la Bretagne. Deux des compositeurs qui fondent en 1912 l'Assemblée des compositeurs bretons, Paul Martineau et Paul Le Flem, traitent plus spécialement de Dahut. Cependant, Martineau, qui meurt en 1915 à vingt-cinq ans, n'a pas eu le temps d'écrire son opéra Dahut. Il compose cependant un ballet, Sous les flots. Le thème apparaît à trois reprises dans l'œuvre de Paul Le Flem : en 1908 dans Crépuscule d'Armor, un chœur pour femmes, au lendemain de la Seconde Guerre mondiale dans La Magicienne de la mer, un opéra achevé en 1947 et créé à l'Opéra-comique en 1954, puis vingt ans plus tard, il revient sur le sujet dans La Maudite, une gwerz qui puise sa source dans le Barzaz Breiz.
En 1942, Le Penven écrit Teir C’hannen e stumm ar c’hanaouennou pobl (« Trois chants dans l’esprit populaire ») pour ténor et piano, un recueil qui s’ouvre sur Kanenn Dahud, le « Chant de Dahut » (paroles d’Abeozen en breton KLT et musique inspirée du mode dorien de la Complainte sur la ville d’Is).
Ys inspire le guitariste de Stivell, Dan Ar Braz, pour le concept de son premier album Douar Nevez en 1977, suite musicale basée sur les éléments naturels et légendaires, dont le troisième morceau s'intitule Naissance de Dahud. Jean-Yves Malmasson associe Le Chant de Dahut (1985) à son instrument, les ondes Martenot qui dialoguent avec l’orchestre à cordes, tout en faisant sonner au loin une bombarde. Cette œuvre, jouée par l'orchestre de Rennes (futur orchestre de Bretagne), est primée par la SACEM, en 1986 au festival Les Tombées de la nuit à Rennes. Le groupe de black metal celtique et folk français Heol Telwen a composé un morceau intitulé Dahut.